# Río Astaburuaga
El río Astaburuaga es un curso natural de agua que nace en el portezuelo La Jarilla muy cercano a la frontera internacional de la Región de Atacama y fluye con dirección norte hasta desembocar en la laguna del Negro Francisco.

## Trayecto
Nace en el portezuelo de La Jarilla, corre hacia el norte, en un cajón estrecho y pantanoso antes de recibir al río Vidal Gormaz, después de lo cual se despliega ostensiblemente en un valle de 3 km de ancho, en cuyas orillas no crece el pasto, con arena traquítica en el fondo; recibe muchos pequeños arroyos que forman un copioso caudal de aguas de buena calidad, hasta llegar al portezuelo de El Desahue, por el que parece que manda sus aguas en épocas de crecidas. Gira hacia el oeste en tiempos normales y sumerge su torrente en la esponja traquítica del fondo, antes de llegar a la laguna del Negro Francisco, de la que es tributario.: 52 
Nótese que en el mapa de San Roman (de 1892) se señala equivocadamente un río proveniente del norte de la laguna Negro Francisco como "río Astaburuaga". Actualmente ese es el río Ciénaga Redonda y fluye hacia el norte.

## Caudal y régimen
Este río tiene la particularidad de que en casos exceso de caudal divide su caudal en un cono de deyección, vertiendo una parte de su caudal hacia el oeste en la laguna del Negro Francisco y otra parte hacia el norte en un lecho que la lleva hacia el llamado Valle Ancho.: 255 
Los años 1967 y 1968 se hicieron aforos puntuales antes del mediodía que arrojaron valores de entre 36 l/s y 436 l/s.

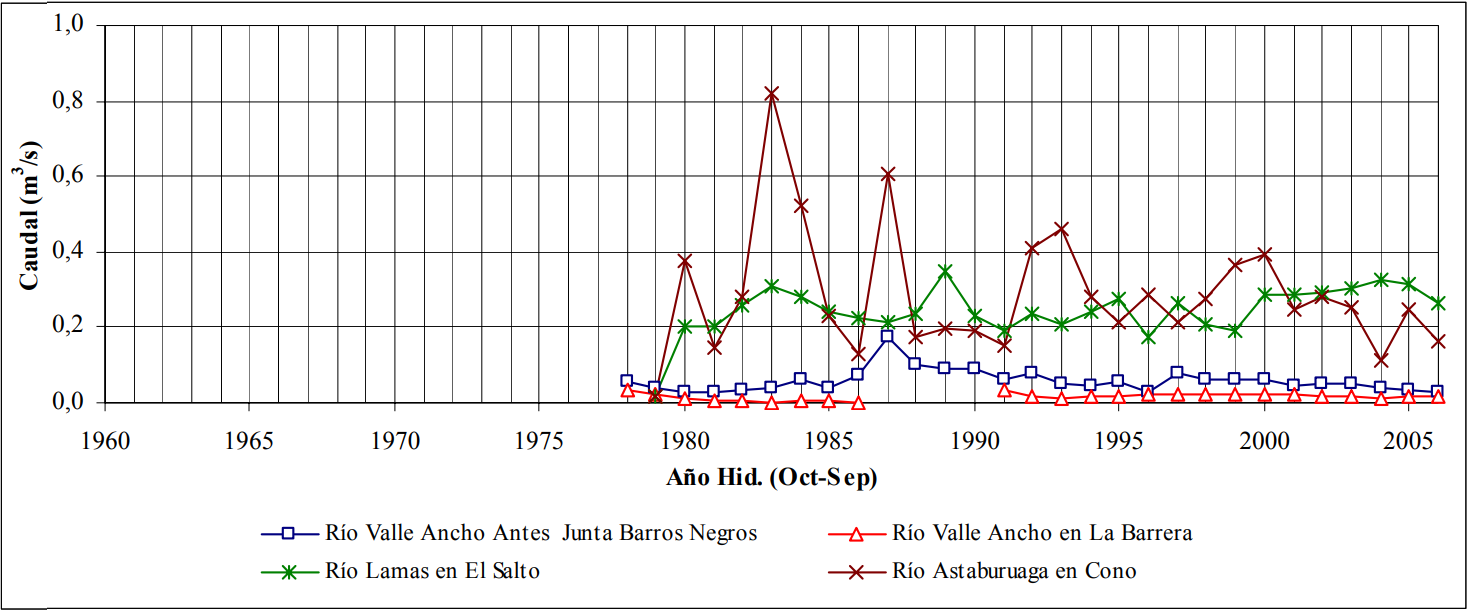
Caudales medios anuales del río Astaburuaga y otros.

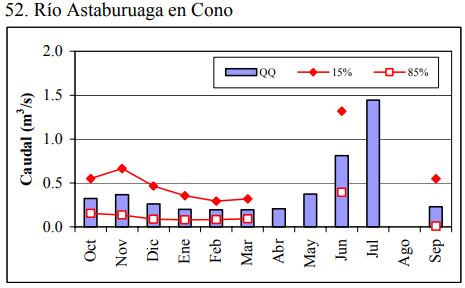
Caudales medios mensuales (barras moradas) y curvas de variación estacional (en rojo) para probabilidades de excedencia del 15% y del 85%.

El curso de agua tiene una estación fluviométrica en Cono de la cual se conocen la representación gráfica de los caudales medidos entre los años 1979 y 2006. Estos muestran un caudal anual promedio de cerca de 0.3 m³/s.

## Historia
El nombre le fue dado por Francisco Javier San Román en honor de Francisco Solano Asta-Buruaga y Cienfuegos quien escribió el primer Diccionario Geográfico de la República de Chile.: 52 : 51 
Luis Risopatrón lo describe en su Diccionario Jeográfico de Chile de 1924:
Astaburuaga (Rio) 27° 35' 69° 05'. Nace en el portezuelo de La Jarilla, Corre hacia el N, en un cajón estrecho i pantanoso antes de recibir el rio Vidal Gormaz, después del cual se abre notable mente en un valle de 3 kilómetros de ancho, en cuyas orillas no crece el pasto, con arena traquítica en el fondo; recibe abundantes arroyitos que forman un buen caudal de aguas de buena calidad, hasta enfrentar el portezuelo de El Desahue, por el que parece que manda una parte de sus aguas en épocas de crecidas. Tuerce hacia el W en tiempos normales i sumerje su caudal en la esponja traquítica del fondo, antes de llegar a la laguna del Negro Francisco, de la que es tributario; fué bautizado con aquel nombre, en honor del autor del primer Diccionario Jeográfico de Chile, señor Francisco S. Asta-Buruaga (1884). 62, II, p. 322; 98, I, p. 69; i II, p. 364 i carta de San Román (1892); 117, p. 119 i 135; 134, 156; i 161, II, p. 81.